# Piroșcă

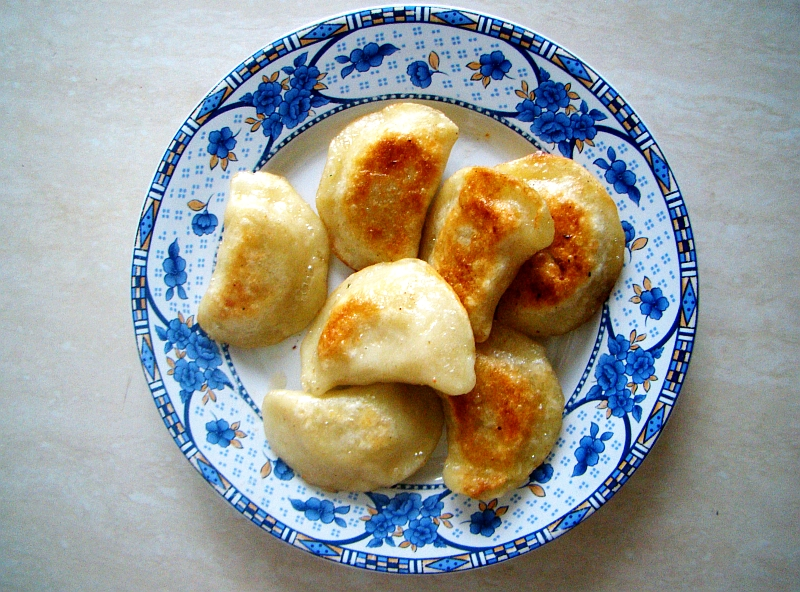
Pierogi de Crăciun cu umplutură de prune uscate

Piroșcă, denumit și pirog, perogi, pierogy, perogy, pierógi, pyrohy,  pirogi, pyrogie,  sau pyrogy; diminutiv al cuvântului polonez: Pierożki sunt colțunași/găluște din aluat nefermentat.
Aluatul se fierbe, după care  de obicei se prăjesc în unt cu ceapă. În mod tradițional sunt umplute cu cartofi, varză, carne tocată, brânză sau fructe. Ele au de obicei formă semicirculară, dar pot fi și dreptunghiulare sau triunghiulare.
În România sunt cunoscute sub numele de piroști sau piroște.

## Ingrediente
Pierogi sau colțunașii pot fi umpluți (separat sau în diferite combinații) cu piure de cartofi, ceapă prăjită, brânză, varză, varză acră, carne, ciuperci, spanac, sau alte ingrediente, în funcție de preferințele personale ale bucătarului.
Secretul pentru crearea aluatului este să se adauge cartofi la aluat, care creează o textură netedă dorită foarte mult de unii tradiționaliști. 
Versiunile pentru desert pot fi umplute cu fructe proaspete, cum ar fi cireșe, căpșuni, zmeură, afine, piersici, prune, mere, prune uscate fără sâmburi, sau gemuri preparate din aceste fructe. 
Pentru mai multă aromă, în aluat se poate adăuga smântână.